# Pellonula
Pellonula is een geslacht van straalvinnige vissen uit de familie van haringen (Clupeidae).

## Soorten
- Pellonula leonensis Boulenger, 1916
- Pellonula vorax Günther, 1868